# Dysschema indecisa
Dysschema indecisa är en fjärilsart som beskrevs av Walker 1854. Dysschema indecisa ingår i släktet Dysschema och familjen björnspinnare. Inga underarter finns listade i Catalogue of Life.